# Koszmosz–318
A Koszmosz–318 (oroszul: Космос–318) a szovjet Zenyit–2M típusú fotófelderítő műhold repülése volt 1970 januárjában.

## Jellemzői
Üzemeltetője a Honvédelmi Minisztérium (Министерство обороны – MO).
Megnevezései: Koszmosz–318; Космос 318; COSPAR: 1970-001A. Kódszáma: 4292.
1970. január 9-én a Pleszeck űrrepülőtérről egy Voszhod (11A57) hordozórakéta segítségével indították alacsony Föld körüli pályára (LEO = Low-Earth Orbit). Az orbitális egység pályája 89,2 perces, 64,9 fokos hajlásszögű, elliptikus pálya-perigeuma 200 kilométer, apogeuma 269 kilométer volt.
Hasznos terében helyezték el a javított, nagyobb felbontású optikai felderítő kamerákat és az üzemeltetéshez szükséges telemetriai eszközöket. Hasznos tömege 5700 kilogramm. Az űreszközhöz kiegészítő áramforrásként napelemet rögzítettek, éjszakai (földárnyék) energiaellátását kémiai akkumulátorok biztosították. Szolgálati élettartama maximum 12 nap.
1970. január 21-én, 12 nap (0,03 év) után földi parancsra a fotókapszula belépett a légkörbe és hagyományos – ejtőernyős leereszkedés – módon (elfogó repülőgép segítségével) visszatért a Földre.